# Amegilla torensis
Amegilla torensis är en biart som först beskrevs av Hermann Priesner 1957.  Amegilla torensis ingår i släktet Amegilla och familjen långtungebin. Inga underarter finns listade i Catalogue of Life.